# Mas de Cal Cosí
El Mas de Cal Cosí és un mas situat al municipi de la Vilella Baixa a la comarca catalana del Priorat. Està situat en un paisatge fruit de l'orogènesi del tipus hercinià característic del Devonìà superior i en un territori basat en hummocks (petits monticles de 15 metres d'alçada) que apareixen en grups.